# پیروزی آسان (فیلم)
پیروزی آسان (به انگلیسی: Walkover) یک فیلم درام لهستانی به کارگردانی یژی اسکولیموفسکی است که در سال ۱۹۶۵ منتشر شد. این فیلم، دومین فیلمِ بلند اسکولیموفسکی است.